# Paradontophora quadristicha
Paradontophora quadristicha är en rundmaskart som först beskrevs av Stekhoven 1950.  Paradontophora quadristicha ingår i släktet Paradontophora och familjen Axonolaimidae. Inga underarter finns listade i Catalogue of Life.